# Simone Molinaro
Pour les articles homonymes, voir Molinaro.
Simone Molinaro (né à Gênes en 1565 et mort à Gênes en 1615) est un compositeur, éditeur de musique et luthiste italien.

## Biographie
Il était le neveu et l'élève de Giovanni Battista Dalla Gostena (it). Après l'assassinat de son oncle en 1593, il lui a succédé comme maître de chapelle à la cathédrale de San Lorenzo à Gênes.
Luthiste virtuose et admirateur de Carlo Gesualdo, en 1613, il a publié à Gênes les madrigaux à 5 voix de ce dernier (Partitura delli 6 libri de'Madrigali a 5 voci dell'Illustrissimo... Principe di Venosa), et a rassemblé en deux anthologies, les madrigaux à 6 voix des plus célèbres compositeurs de l'époque (Fatiche spirituali, Venise , 1610).

## Œuvres
Sa remarquable contribution à l'édition de la musique polyphonique, consiste à ne pas publier les seules parties distinctes, mais aussi la partition contenant toutes les parties.
L'apport majeur de Molinaro en tant que compositeur, cependant, reste sa tablature pour luth, qui est aussi la seule à nous transmettre les œuvres instrumentales de Giovanni Battista Dalla Gostena. Les compositions les plus intéressantes de Molinaro sont les danses, en particulier celles qui sont des suites en forme de variations, de type Passamezzo - Galliard. Chaque danse est divisée en plusieurs sections (généralement 3) basées sur le même modèle d'accord ; la mélodie de la section d'ouverture de la deuxième danse est dérivée celle de la section correspondante de la danse précédente. Pour cette structure formelle et pour l'utilisation habile de la variation, Molinaro est considéré comme l'un des principaux auteurs de suites pour luth à la fin du XVIe siècle.
Ottorino Respighi a transcrit pour orchestre dans son Antiche arie e danze per liuto une composition pour luth de Molinaro : « Balletto dit " Il Conte Orlando " » tiré de la tablature pour luth, livre 1, Venise, 1599.

### Œuvres pour la voix
- Il 1 libro di canzonette a 3 e 4 voci, Venise, 1595
- Il 1 libro de Madrigali a 5 voci, Milan, 1599
- Il 2 libro delle Canzonette a 3 voci, Venise, Venise,1600
- Madrigali a 5 voci, Loano, 1615

### Œuvres pour leluth
- Intavolatura di liuto libro 1, Venise, 1599

### Musique sacrée
- Motectorum quinis et Missae denis vocibus liber I, Venise, 1597
- Il 2 libro de Mottetti a 8 voci, Milan, 1601
- Il 1 libro de mottetti a 5 voci, con la partitura per sonar l'organo, Milan, 1604
- Il 1 libro de Magnificat a 4 voci, con basso continuato, Milan, 1605
- Concerti ecclesiastici a 2 e a 4 voci...con la sua part. per l'organo, Venise, 1605
- Il 3 libro de Mottetti a 5 voci con il basso continuato, Venise, 1609
- Fatiche spirituali...libro 1 a 6 voci, Venise, 1610
- Fatiche spirituali....libro 2 a 6 voci, Venise, 1610
- Concerti a 1 e 2 voci con la part. per l'organo, Milan, 1612
- Passio Domini Iesu Christi secundum Matthaeum, Marcum, Lucam, et Ioannem, Loano, 1616

## Discographie
- Simone Molinaro - Fantasie, Canzoni e Balli, Paul O'Dette: luth Harmonia Mundi 2001

## Source
- (it) Cet article est partiellement ou en totalité issu de l’article de Wikipédia en italien intitulé « Simone Molinaro » (voir la liste des auteurs).